# Machinima
Machinima este un program de făcut filme, cu un mediu 3D, în care personajele pot fi controlate de oameni, scripturi sau de inteligentul artificial. Este deseori folosit pentru realizarea filmelor în cardul jocurilor video.

## Legături externe
- Machinima pe Curlie
- Machinima la Internet Archive